# American Music Awards de 1999
O American Music Awards de 1999 foi realizado em 11 de janeiro de 1999, no Shrine Auditorium, em Los Angeles, nos Estados Unidos. A cerimônia foi apresentada pela atriz e cantora estadunidense de R&B, Brandy, e pela então atriz adolescente norte-americana Melissa Joan Hart. A premiação reconheceu os álbuns e artistas mais populares do ano de 1998.

## Apresentações
| Artista                                                   | Canção | Apresentado por          |
| --------------------------------------------------------- | --- | ------------------------ |
| Whitney Houston Wyclef Jean Babyface (no piano)           | "Until You Come Back" (Whitney Houston e Babyface) "My Love Is Your Love" (Whitney Houston, Wyclef Jean e Babyface) | Will Smith               |
| Backstreet Boys                                           | "All I Have to Give" Everybody (Backstreet's Back)" (Matty's Remix)                                                 | Brandy                   |
| Dixie Chicks                                              | "Wide Open Spaces"                                                                                                  | Melissa Joan Hart        |
| Third Eye Blind                                           | "Graduate" | Brandy                   |
| K-Ci & JoJo Next                                          | "All My Life" (K-Ci & JoJo) "Too Close" (Next) "Love and Happiness" (K-Ci & JoJo e Next)                            | Melissa Joan Hart        |
| Blondie Coolio Wu-Tang Clan Mo B. Dick                    | "No Exit" | Faith Evans Everclear    |
| Brian McKnight 98 Degrees Shawn Mullins NSYNC LeAnn Rimes | Tributo a Billy Joel: "Piano Man" Uptown Girl" "Allentown" "You May Be Right" "Just the Way You Are"                | Garth Brooks             |
| Brandy                                                    | "Have You Ever?" | Melissa Joan Hart        |
| Cher                                                      | "Believe" | Paula Abdul              |
| Burt Bacharach Elvis Costello                             | "Toledo" | Brandy Melissa Joan Hart |
| Trisha Yearwood Garth Brooks                              | "Powerful Thing" | Brandy Melissa Joan Hart |
| Goo Goo Dolls                                             | "Slide" | Britney Spears           |
| Master P Silkk the Shocker Mo B. Dick                     | "When They Gone" | Brandy Melissa Joan Hart |
| Los Tigres del Norte                                      | "Golpes en el Corazón""                                                                                             | Brandy Melissa Joan Hart |

## Vencedores e indicados
Os vencedores estão listados em negrito.
| Artista do Ano (apresentado por Donny Osmond & Marie Osmond)                                                          | Artista Revelação de Pop/Rock Favorito (apresentado por Sinbad e The Kinleys)                       |
| --- | --------------------------------------------------------------------------------------------------- |
| - Garth Brooks - Céline Dion (2º lugar) - Shania Twain (3º lugar) - Backstreet Boys (4º lugar) - Metallica (5º lugar) | - NSYNC - Natalie Imbruglia - Third Eye Blind                                                       |
| Cantor de Pop/Rock Favorito (apresentado por Gerald Levert, Tia Mowry e Tamera Mowry)                                 | Cantora de Pop/Rock Favorita (apresentado por Enrique Iglesias)                                     |
| - Eric Clapton - Puff Daddy - Will Smith                                                                              | - Céline Dion - Brandy - Shania Twain                                                               |
| Banda/Dupla/Grupo de Pop/Rock Favorito (apresentado por Laura Innes e Shawn Mullins)                                  | Álbum de Pop/Rock Favorito (apresentado por Kiss)                                                   |
| - Aerosmith - Backstreet Boys - Matchbox 20                                                                           | - Big Willie Style – Will Smith - Let's Talk About Love – Céline Dion - Come on Over – Shania Twain |
| Cantor de Country Favorito (apresentado por The Wilkinsons)                                                           | Cantora de Country Favorita (apresentado por Jack Wagner e Steve Wariner)                           |
| - Garth Brooks - Tim McGraw - George Strait                                                                           | - Shania Twain - Faith Hill - LeAnn Rimes                                                           |
| Banda/Dupla/Grupo de Country Favorito (apresentado por LeAnn Rimes e David Boreanaz)                                  | Álbum de Country Favorito (apresentado por Monica e NSYNC)                                          |
| - Alabama - Brooks & Dunn - Dixie Chicks                                                                              | - Sevens – Garth Brooks - One Step at a Time – George Strait - Come on Over – Shania Twain          |
| Artista Revelação de Country Favorito (apresentado por Toby Keith e Randy Travis)                                     | Artista Revelação de Soul/R&B Favorito (apresentado por Dru Hill e Carmen Electra)                  |
| - Dixie Chicks - The Kinleys - The Wilkinsons                                                                         | - Lauryn Hill - LSG - Next                                                                          |
| Cantor de Soul/R&B Favorito (apresentado por Daisy Fuentes, Marlon Wayans e Shawn Wayans)                             | Cantora de Soul/R&B Favorita (apresentado por Bill Maher e Snoop Dogg)                              |
| - Will Smith - Mase - Brian McKnight                                                                                  | - Janet Jackson - Aaliyah - Brandy                                                                  |
| Banda/Dupla/Grupo de Soul/R&B Favorito (apresentado por Kathy Kinney e Sugar Ray)                                     | Álbum de Soul/R&B Favorito (apresentado por Brandy e Melissa Joan Hart)                             |
| - K-Ci & JoJo - Next - Xscape                                                                                         | - Big Willie Style – Will Smith - Love Always – K-Ci & JoJo - Anytime – Brian McKnight              |
| Artista de Rap/Hip-Hop Favorito (apresentado por Tatyana Ali e Freddie Prinze Jr.)                                    | Artista Adulto Contemporâneo Favorito (apresentado por Deborah Cox e Isaac Hayes)                   |
| - Master P - Beastie Boys - Puff Daddy                                                                                | - Céline Dion - Backstreet Boys - Shania Twain                                                      |
| Artista Alternativo Favorito (apresentado por Chaka Khan e Method Man)                                                | Artista de Música Latina Favorito (apresentado por D. L. Hughley e Elise Neal)                      |
| - Pearl Jam - Green Day - Third Eye Blind                                                                             | - Enrique Iglesias - Los Tigres del Norte - Ricky Martin                                            |
| Trilha Sonora Favorita (apresentado por Boy George e Vonda Shepard)                                                   | Prêmio de Mérito (apresentado por Garth Brooks)                                                     |
| - Titanic - Armageddon - Cidade dos Anjos                                                                             | Billy Joel                                                                                          |